# NGC 6208
NGC 6208 је расејано звездано јато у сазвежђу Олтар које се налази на NGC листи објеката дубоког неба.
Деклинација објекта је - 53° 42' 18" а ректасцензија 16h 49m 25,8s. Привидна величина (магнитуда) објекта NGC 6208 износи 7,2. NGC 6208 је још познат и под ознакама OCL 964, ESO 179-SC14.